# Acantholimon scorpius
Acantholimon scorpius är en triftväxtart som först beskrevs av Hippolyte François Jaubert och Édouard Spach, och fick sitt nu gällande namn av Pierre Edmond Boissier. Acantholimon scorpius ingår i släktet Acantholimon och familjen triftväxter. Inga underarter finns listade i Catalogue of Life.